# Martin Brodoux
Martin Brodoux (né le 11 avril 1985 à Marmande.) est un joueur de kayak-polo international français, évoluant en Nationale 1 du championnat de France dans l'équipe d'Agen.

## Sélections
Sélections en équipe de France espoir
- Championnats d'Europe 2005 : Médaille d'argent [2]

Sélections en équipe de France senior
- Championnats du monde 2008 : Médaille d'argent [3]
- Jeux mondiaux de 2009 : Médaille d'or
- Jeux mondiaux de 2013 : Médaille d'argent